# 張師孟
張師孟（1564年—1624年），字浩之，號泰巖，京師廣平府曲周（今河北曲周縣曲周鎮），明朝政治人物。

## 生平
生于嘉靖四十三年十月十三日戌時，少年喪父，從伯兄师孔受學，萬曆二十二年甲午科顺天府乡试第七十名举人，三十五年（1607年）丁未科進士。任山陽縣知縣，三十七年任己酉科應天府乡试同考官，拔取尹嘉宾、顾起凤、储显祚、丁一鸣等人，考选四川道御史，候命家居六年，拜官後，疏論逃兵糜饷，奉命巡城，出視两浙盐课，又巡视京营。天启三年官至太僕寺少卿。四年三月十八日亥时卒，年六十一。

## 家族
先世原为山西洪洞人，永樂初有张景春者奉詔迁徙京畿曲周县，遂为曲周人。景春生林，林生標，標生整，整生豹，即为张师孟之父。前母董氏，母吴氏。永感下。兄师孔、师颜、师會、师思。
师孟元配李氏，贈淑人。继室劉氏，封淑人。有四子。